# Patriciervilla
En patriciervilla er en ældre, herskabelig villa.
De første blev bygget fra omkring 1860 og frem til 1930 for det bedre borgerskab. For at leve op til navnet - patriciere var gammel romersk adel - blev de helst tegnet af en af tidens førende arkitekter med anvendelse af de bedste materialer. Da villaerne er opført i den historicistiske periode, ses elementer fra tidligere tiders arkitektur, såsom gotisk stil, renæssance, barok og klassicisme. Typisk er huset bygget symmetrisk omkring en næsten pompøs indgang, og den midterste del af huset ofte trukket lidt frem, så der opstår en reliefdybde og skyggevirkning, der også virker fornem og imponerende.